# Søre Sunnmøre prosteri

Prosterier i Møre stift. Det gula området på kartan är Søre Sunnmøre prosteri.

Søre Sunnmøre prosteri (norska: Søre Sunnmøre prosti) är ett kontrakt (prosteri, norska: prosti) i Møre stift inom Norska kyrkan. Kontraktet omfattar kommunerna Hareid, Herøy, Sande, Ulstein, Vanylven, Volda och Ørsta i Møre og Romsdal fylke i västra Norge.
Namnet syftar på att kontraktet omfattar den södra delen av landskapet Sunnmøre.

## Socknar
Søre Sunnmøre prosteri består av 20 socknar (norska: sokn eller sogn):

### Hareids kommun
- Hareids socken

### Herøy kommun
- Herøy socken
- Indre Herøy socken
- Leikangers socken

### Sande kommun
- Gurskens socken
- Sande socken

### Ulsteins kommun
- Ulsteins socken

### Vanylvens kommun
- Rovde socken
- Syvde socken
- Vanylvens socken
- Årams socken

### Volda kommun
- Austefjords socken
- Dalsfjords socken
- Hornindals socken
- Kilsfjords socken
- Storfjordens socken
- Volda socken

### Ørsta kommun
- Hjørundfjords socken
- Vartdals socken
- Ørsta socken